# László Disztl
László Disztl (Baja, 4 giugno 1962) è un allenatore di calcio ed ex calciatore ungherese, di ruolo difensore.

## Palmarès

### Giocatore

#### Competizioni nazionali
- Campionato ungherese: 2

Honved: 1987-1988, 1988-1989
- Coppa del Belgio: 1

Honved: 1988-1989
- Campionato belga: 2

Bruges: 1989-1990, 1991-1992
- Coppa del Belgio: 1

Bruges: 1991
- Supercoppa del Belgio: 3

Bruges: 1990, 1991, 1992

#### Competizioni internazionali
- Coppa Intertoto: 2

Videoton: 1983, 1984